# Сальников Сергій Сергійович
Сергі́й Сергі́йович Са́льников (рос. Сергей Сергеевич Сальников, нар. 13 вересня 1925, Краснодар — пом. 9 травня 1984, Москва) — радянський футболіст, нападник. По завершенні ігрової кар'єри — футбольний тренер.
Як гравець насамперед відомий виступами за московські клуби «Спартак» та «Динамо», а також національну збірну СРСР.

## Клубна кар'єра
У дорослому футболі дебютував 1945 року виступами за команду ленінградського клубу «Зеніт», в якій провів один рік, взявши участь у 20 офіційних матчах.
Своєю грою за цю команду привернув увагу представників тренерського штабу клубу «Спартак» (Москва), до складу якого приєднався 1946 року. Відіграв за московських спартаківців наступні чотири сезони своєї ігрової кар'єри. Більшість часу, проведеного у складі московського «Спартака», був основним гравцем атакувальної ланки команди.
1950 року перейшов до клубу «Динамо» (Москва), у складі якого провів наступні п'ять років своєї кар'єри гравця. Граючи у складі московського «Динамо» також здебільшого виходив на поле в основному складі команди. В сезоні 1954 року виборов разом з «динамівцями» титул чемпіона СРСР.
1955 року повернувся до московського «Спартака», за який відіграв ще шість сезонів. У складі «Спартака» ще двічі, в 1956 та 1958 роках, ставав чемпіоном Радянського Союзу. Завершив кар'єру футболіста виступами за команду «Спартак» (Москва) у 1960 році.

## Виступи за збірну
1954 року дебютував в офіційних матчах у складі національної збірної СРСР. Протягом кар'єри у національній команді, яка тривала 5 років, провів у формі головної команди країни 20 матчів, забивши 11 голів.
У складі збірної був учасником чемпіонату світу 1958 року у Швеції, а двома роками раніше — футбольного турніру на Олімпійських іграх 1956 року у Мельбурні, здобувши того року титул олімпійського чемпіона.

## Кар'єра тренера
Розпочав тренерську кар'єру, повернувшись до футболу після невеликої перерви, 1964 року, очоливши тренерський штаб клубу «Факел» (Воронеж).
Згодом, у другій половині 1960-х, працював у тренерському штабі московського «Спартака», зокрема частину 1967 року виконував обов'язки головного тренера команди.
Помер 9 травня 1984 року на 59-му році життя у місті Москва.

## Титули і досягнення
- Чемпіон СРСР (3):

«Динамо» (Москва): 1954
«Спартак» (Москва): 1956, 1958
- Олімпійський чемпіон: 1956